# 서부산업도로
서부산업도로(Seobusaneopdo-ro)는 전북특별자치도 정읍시 북면 과교삼거리에서 정읍시 북면 2산단삼거리를 잇는 146.6km 도로이다

## 주요 경유지
전북특별자치도
- 정읍시 (북면 . 서교동 . 연지동 . 농소동 . 북면)

## 노선
전 구간 지방도 제701호선에 속하므로 이에 대한 별도 표기는 생략한다.
| 이름         | 접속 노선                     | 소재지 | 소재지 | 비고 |
| ------------ | ----------------------------- | ------ | ------ | ---- |
| 과교삼거리   | 정읍남로                      | 정읍시 | 북면   |      |
| 용흥 교차로  | 남북로                        | 정읍시 | 상교동 |      |
| 연지교       |                               | 정읍시 | 연지동 |      |
| 연지교사거리 | 벚꽃로                        | 정읍시 | 연지동 |      |
| 정읍역사거리 | 벚꽃로 중앙로                 | 정읍시 | 연지동 |      |
| 연지 교차로  | 국도 제22호선 (충정로) 벚꽃로 | 정읍시 | 연지동 |      |
| 수성사거리   | 수성2로                       | 정읍시 | 농소동 |      |
| 박동 교차로  | 국도 제1호선 (정읍대로)       | 정읍시 | 북면   |      |
| 2산단삼거리  | 정읍북로                      | 정읍시 | 북면   |      |

## 주요 시설및 건물
- 정읍종합경기장 (서부산업도로 138-5/상평동56-2)
- 현대1급자동차공업사 (서부산업도로 139/상평동 208-1)
- 1급현대자동차공업사 (서부산업도로 139/상평동 208-1)
- 대성랜트카 (서부산업도로 276/연지동 299-9)
- 현대자동차 정읍하나로대리점 (서부산업도로 285/연지동 341-4)
- CU 정읍역점 (서부산업도로 302/연지동 343-11)
- 정읍역 (서부산업도로 305/연지동 343-380)
- 역전지구대 (서부산업도로 305/연지동 343-380)
- 삼성디지털프라자 정읍점 (서부산업도로 326/연지동 328-17)
- LG전자베스트샵 정읍점 (서부산업도로 328/연지동 328-20)
- 현대모비스 정읍자동차유리 (서부산업도로 331/연지동 348-65)
- 기아자동차 차사랑대리점 (서부산업도로 333/연지동 348-3)
- 쉐보레 정읍전시장 (서부산업도로 338/연지동 327-25)
- 롯데하이마트 정읍점 (서부산업도로 351/연지동 10-2)
- 국립농산물품질관리원 정읍사무소 (서부산업도로 396/농소동 91-15)
- SK에너지 꼬끼리주유소 (서부산업도로 406/농소동 90-24)
- GS25 정읍농소점 (서부산업도로 416/농소동 90-19)
- 김현철모터스 (서부산업도로 431/농소동 77-36)
- 수성주유소 (서부산업도로 433/농소동 77-22)
- GS칼텍스 서영주유소 (서부산업도로 465-3/하북동 733-8)
- 정주카센터 (서부산업도로 492/수성동 1000-2)
- 호남지방통계청 정읍분소 (서부산업도로 502/수성동 985-3)
- 정읍소방서 (서부산업도로 507-5/하북동 215)
- E1 하북충전소 (서부산업도로 552/하북동 191-17)
- 이마트24 정읍산단점 (서부산업도로 556/하북동 191-19)
- HD현대오일뱅크 하북주유소 (서부산업도로 566/하북동 191-6)
- HD현대오일뱅크 공단주유소 (서부산업도로 593/하북동 862-6)
- 1급전북자동차 정비공업사 (서부산업도로 595/하북동 862-5)
- CU정읍2산단점 (서부산업도로 607/하북동 862-4)
- GS칼텍스 공단LPG충전소 (서부산업도로 695/승부리 363-2)
- SK에너지 행복주유소 (서부산업도로 697/승부리 363-6)